# هيروم
هيروم (يوتا) (بالإنجليزية: Hyrum, Utah)‏ هي مدينة تقع في الولايات المتحدة في مقاطعة كاش، يوتا. يقدر عدد سكانها بـ 7,758 نسمة ومساحتها 10.1 كم2 وترتفع عن سطح البحر 1,432 متر.

## التركيبة السكانية
حدّد مكتب تعداد الولايات المتحدة بيانات التركيبة السكانية لهيروم في تعداد الولايات المتحدة. في ما يلي، التركيبة السكانية حسب تعدادي 2000 و2010.

### تعداد عام 2000
بلغ عدد سكان هيروم 6,316 نسمة بحسب تعداد عام 2000، وبلغ عدد الأسر 1,683 أسرة وعدد العائلات 1,498 عائلة مقيمة في المدينة. في حين سجلت الكثافة السكانية 394 نسمة لكل كيلومتر مربع (1,020.5/ميل2). وبلغ عدد الوحدات السكنية 1,744 وحدة بمتوسط كثافة قدره 108.8 لكل كيلومتر مربع (281.8/ميل2).
وتوزع التركيب العرقي للمدينة بنسبة 88.58% من البيض و0.19% من الأمريكيين الأفارقة و0.74% من الأمريكيين الأصليين و0.17% من الأمريكيين ذوي الأصول الآسيوية و0.19% من سكان جزر المحيط الهادئ و8.36% من الأعراق الأخرى و1.76% من عرقين مختلطين أو أكثر و13.47% من الهسبانيون أو اللاتينيون من أي عرق.
بلغ عدد الأسر 1,683 أسرة كانت نسبة 62.4% منها لديها أطفال تحت سن الثامنة عشر تعيش معهم، وبلغت نسبة الأزواج القاطنين مع بعضهم البعض 76.8% من أصل المجموع الكلي للأسر، ونسبة 9.2% من الأسر كان لديها معيلات من الإناث دون وجود شريك،  بينما كانت نسبة 3.1% من الأسر لديها معيلون من الذكور دون وجود شريكة وكانت نسبة 11% من غير العائلات. تألفت نسبة 9% من أصل جميع الأسر من عدة أفراد يعيشون في نفس المنزل ونسبة 3.6% كانت تتألف من شخص يعيش بمفرده يبلغ من العمر 65 عاماً أو أكثر. وبلغ متوسط حجم الأسرة المعيشية 3.75، أما متوسط حجم العائلات فبلغ 4.00.
بلغ العمر الوسطي للسكان 23.7 عاماً. وكانت نسبة 40.4% من القاطنين تحت سن الثامنة عشر، وكانت نسبة 11.6% بين الثامنة عشر والرابعة والعشرين عاماً، ونسبة 27.6% كانت واقعةً في الفئة العمرية ما بين الخامسة والعشرين والرابعة والأربعين عاماً، ونسبة 15.2% كانت ما بين الخامسة والأربعين والرابعة والستين، ونسبة 5.2% كانت ضمن فئة الخامسة والستين عاماً فما فوق. يوجد لكل 100 أنثى 103.5 ذكر، ويوجد لكل 100 أنثى في الثامنة عشر من عمرها فما فوق 100.2 ذكر.
بلغ متوسط دخل الأسرة في المدينة 43,981 دولارًا، أما متوسط دخل العائلة فبلغ 44,915 دولارًا. وكان متوسط دخل الذكور 31,989 دولارًا مقابل 20,770 دولارًا للإناث. وسجل دخل الفرد الخاص بالمدينة 14,845 دولارًا. وكانت نسبة 5.2% من العائلات ونسبة 6.5% من السكان تحت خط الفقر، وكان من هؤلاء نسبة 9.3% تحت سن الثامنة عشر ونسبة 3.7% في الخامسة والستين من العمر وما فوق.

### تعداد عام 2010
بلغ عدد سكان هيروم 7,609 نسمة بحسب تعداد عام 2010، وبلغ عدد الأسر 2,116 أسرة وعدد العائلات 1,838 عائلة مقيمة في المدينة. في حين سجلت الكثافة السكانية 474.7 نسمة لكل كيلومتر مربع (1,229.5/ميل2). وبلغ عدد الوحدات السكنية 2,200 وحدة بمتوسط كثافة قدره 137.2 لكل كيلومتر مربع (355.3/ميل2).
وتوزع التركيب العرقي للمدينة بنسبة 85.71% من البيض و0.32% من الأمريكيين الأفارقة و0.53% من الأمريكيين الأصليين و0.45% من الأمريكيين ذوي الأصول الآسيوية و0.80% من سكان جزر المحيط الهادئ و10.33% من الأعراق الأخرى و1.87% من عرقين مختلطين أو أكثر و17.51% من الهسبانيون أو اللاتينيون من أي عرق.
بلغ عدد الأسر 2,116 أسرة كانت نسبة 56.7% منها لديها أطفال تحت سن الثامنة عشر تعيش معهم، وبلغت نسبة الأزواج القاطنين مع بعضهم البعض 74% من أصل المجموع الكلي للأسر، ونسبة 9.1% من الأسر كان لديها معيلات من الإناث دون وجود شريك،  بينما كانت نسبة 3.8% من الأسر لديها معيلون من الذكور دون وجود شريكة وكانت نسبة 13.1% من غير العائلات. تألفت نسبة 11% من أصل جميع الأسر من عدة أفراد يعيشون في نفس المنزل ونسبة 3.8% كانت تتألف من شخص يعيش بمفرده يبلغ من العمر 65 عاماً أو أكثر. وبلغ متوسط حجم الأسرة المعيشية 3.60، أما متوسط حجم العائلات فبلغ 3.89.
بلغ العمر الوسطي للسكان 26.2 عاماً. وكانت نسبة 39.2% من القاطنين تحت سن الثامنة عشر، وكانت نسبة 8.9% بين الثامنة عشر والرابعة والعشرين عاماً، ونسبة 28.2% كانت واقعةً في الفئة العمرية ما بين الخامسة والعشرين والرابعة والأربعين عاماً، ونسبة 17.4% كانت ما بين الخامسة والأربعين والرابعة والستين، ونسبة 6.2% كانت ضمن فئة الخامسة والستين عاماً فما فوق. وتوزع التركيب الجنسي للسكان بنسبة 50.2% ذكور و49.8% إناث.